# Over the Fence
Over the Fence é um filme mudo do gênero comédia produzido nos Estados Unidos em 1917, dirigido e com atuação de Harold Lloyd.